# Dulcești (okręg Neamț)
Dulcești – wieś w Rumunii, w okręgu Neamț, w gminie Dulcești. W 2011 roku liczyła 943 mieszkańców.